# Archetype of Chaos
Archetype of Chaos – siódmy album studyjny polskiej grupy muzycznej Trauma. Wydawnictwo ukazało się 26 lutego 2010 roku nakładem wytwórni muzycznej Witching Hour Productions. Nagrania zostały zarejestrowane w białostockim Hertz Studio w 2009 roku.

## Lista utworów
Opracowano na podstawie materiału źródłowego.
1. "Intro (White Architect)" - 01:15
2. "Cortex Deformation" - 04:50
3. "A Dying World" - 04:30
4. "War Machine" - 05:57
5. "The Slime" - 05:24
6. "The Truth Murder" - 06:09
7. "Tabula Rasa" - 04:48
8. "Portrait Of The Lies" - 04:49
9. "Destruction Of The Demented World" - 07:24

## Twórcy
Opracowano na podstawie materiału źródłowego.
- Artur "Chudy" Chudewniak – wokal prowadzący
- Jarosław "Mister" Misterkiewicz – gitara rytmiczna, gitara prowadząca
- Dawid "Davidian" Rutkowski – gitara basowa
- Arkadiusz "Maly" Sinica – perkusja
- Piotr "VX" Kopeć – gościnnie instrumenty klawiszowe
- Konrad Rossa – gościnnie gitara
- Michał "Xaay" Loranc – okładka, oprawa graficzna